# MG ZS
MG ZS — субкомпактний кросовер, що випускається китайським виробником автомобілів SAIC Motor під британською маркою MG. 
MG ZS, анонсований на автосалоні в Гуанчжоу в Китаї в 2016 році, є другим позашляховиком, який випускатиметься під маркою MG після MG GS. Він розташований нижче більшого GS або HS і вище меншого хетчбека MG 3. Наразі це найбільш продавана модель бренду на міжнародних ринках.

## Перше покоління (ZS11; 2017)

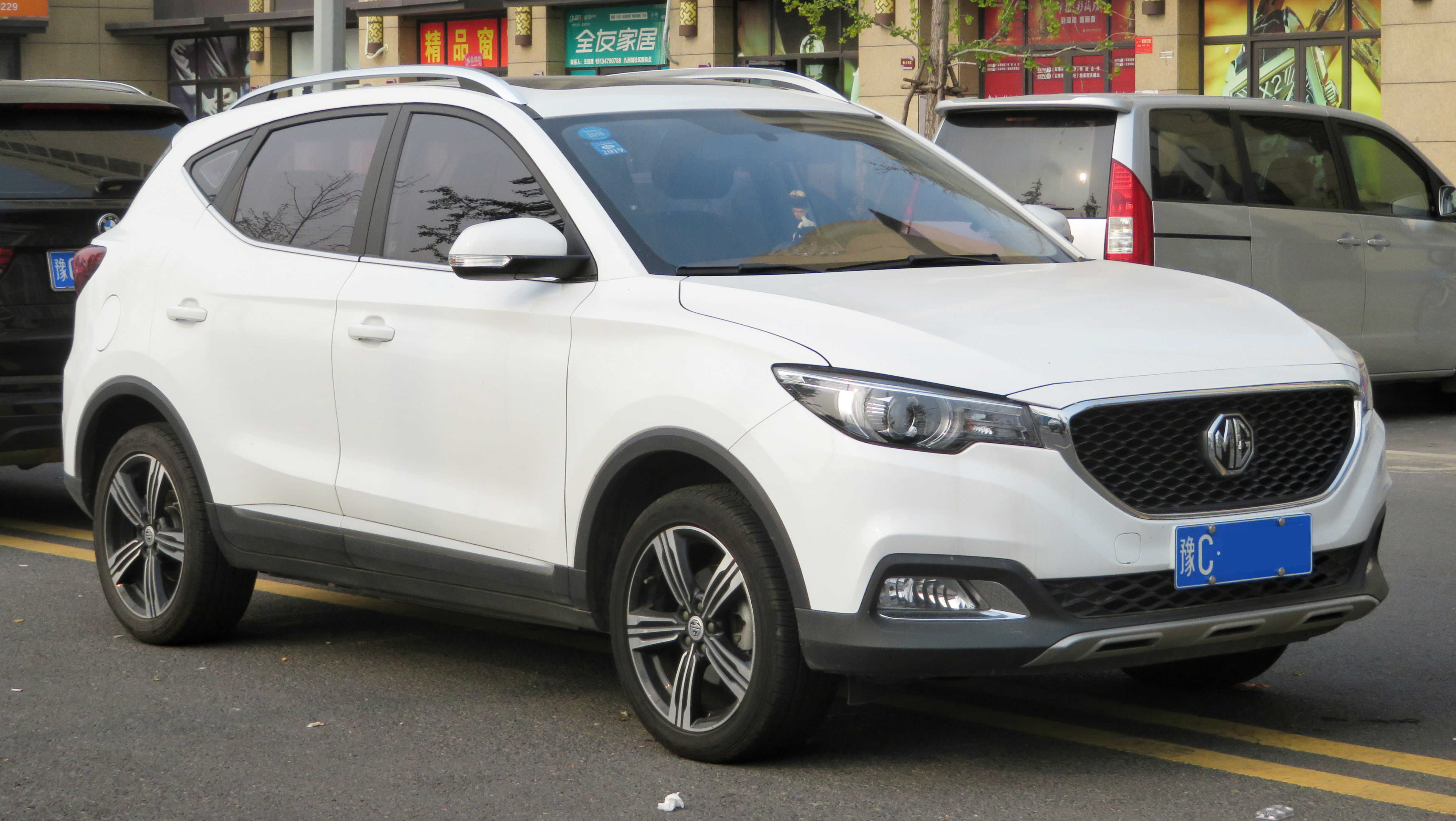
MG ZS (2017-2020)

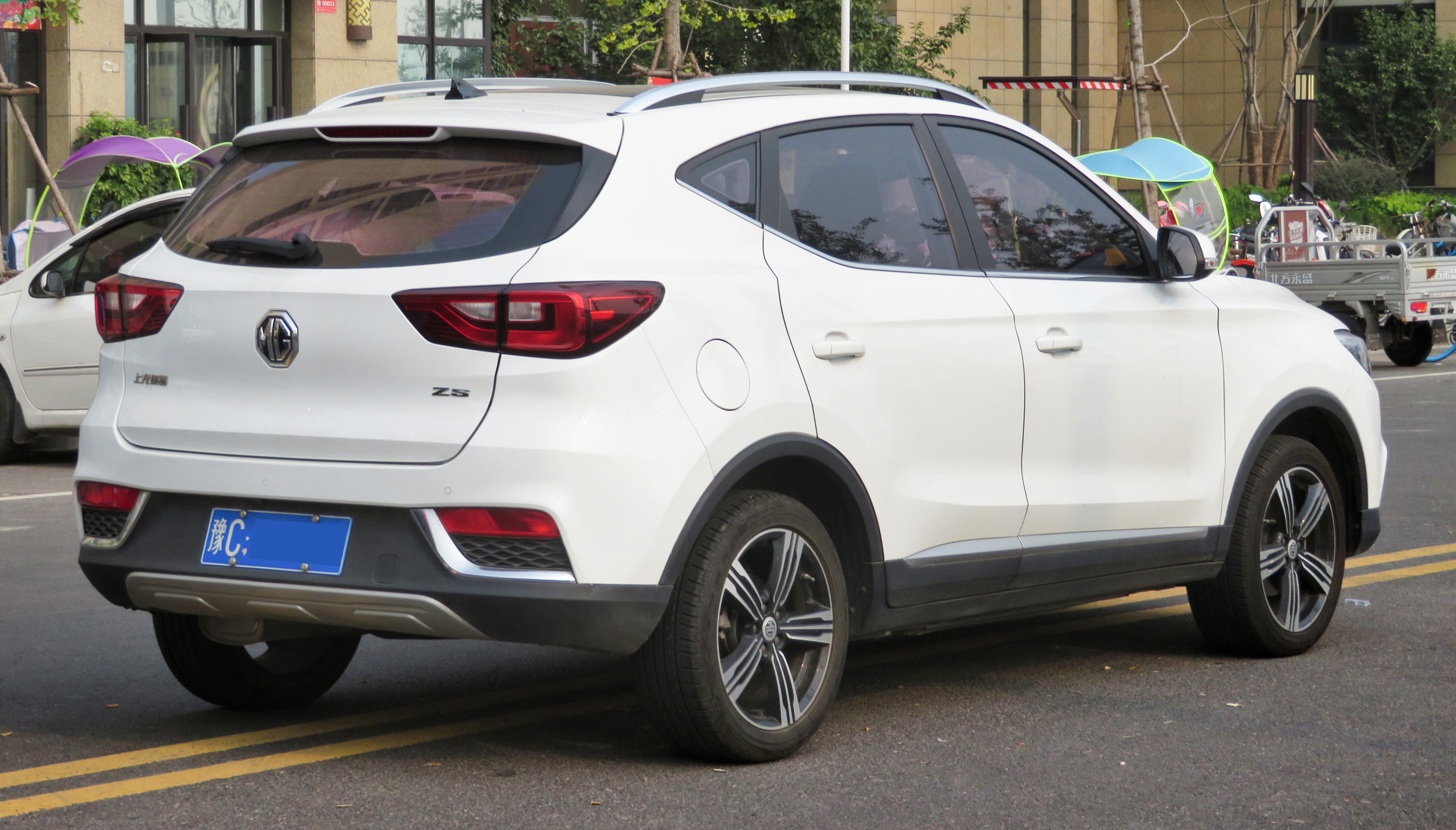

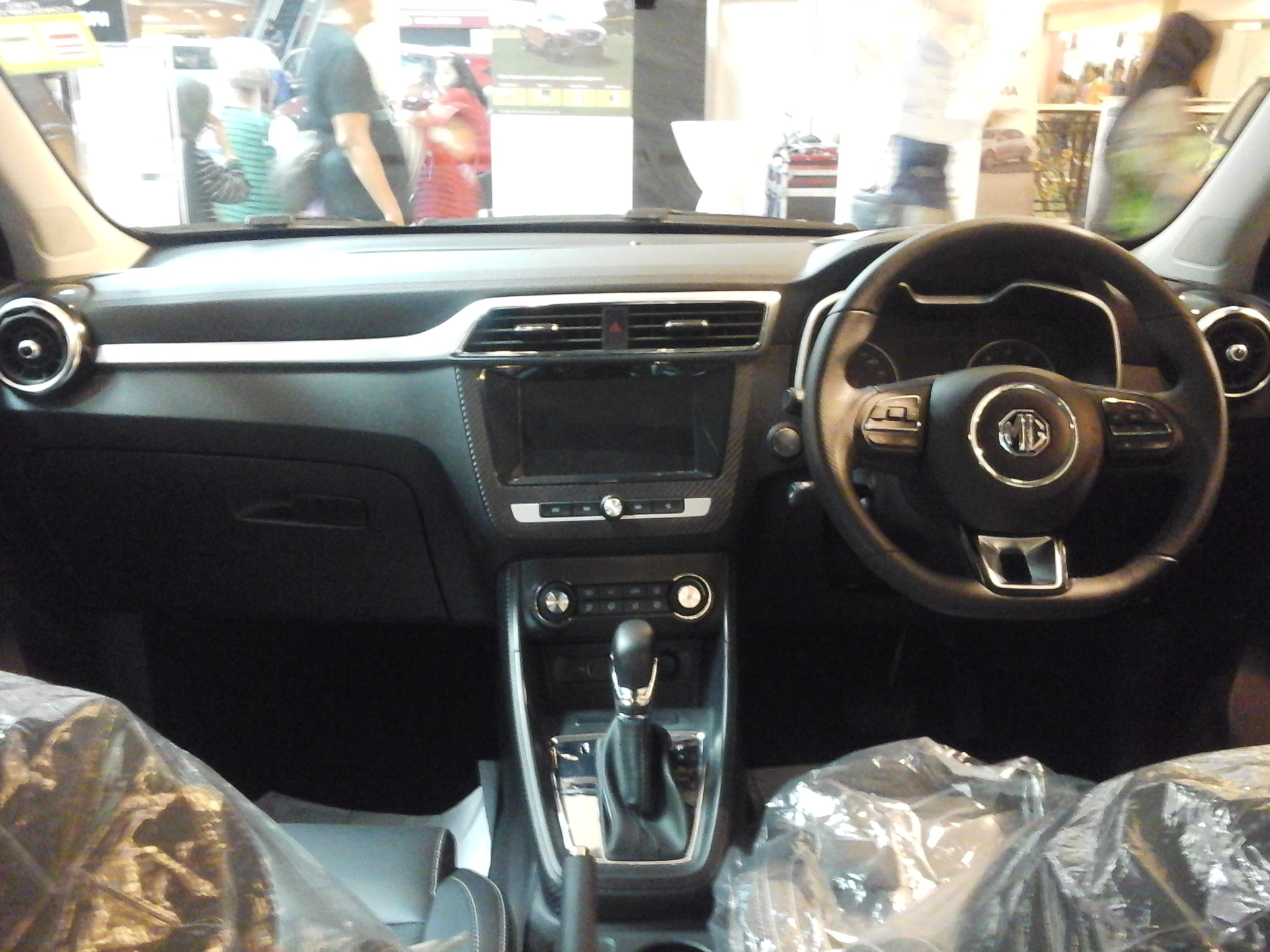

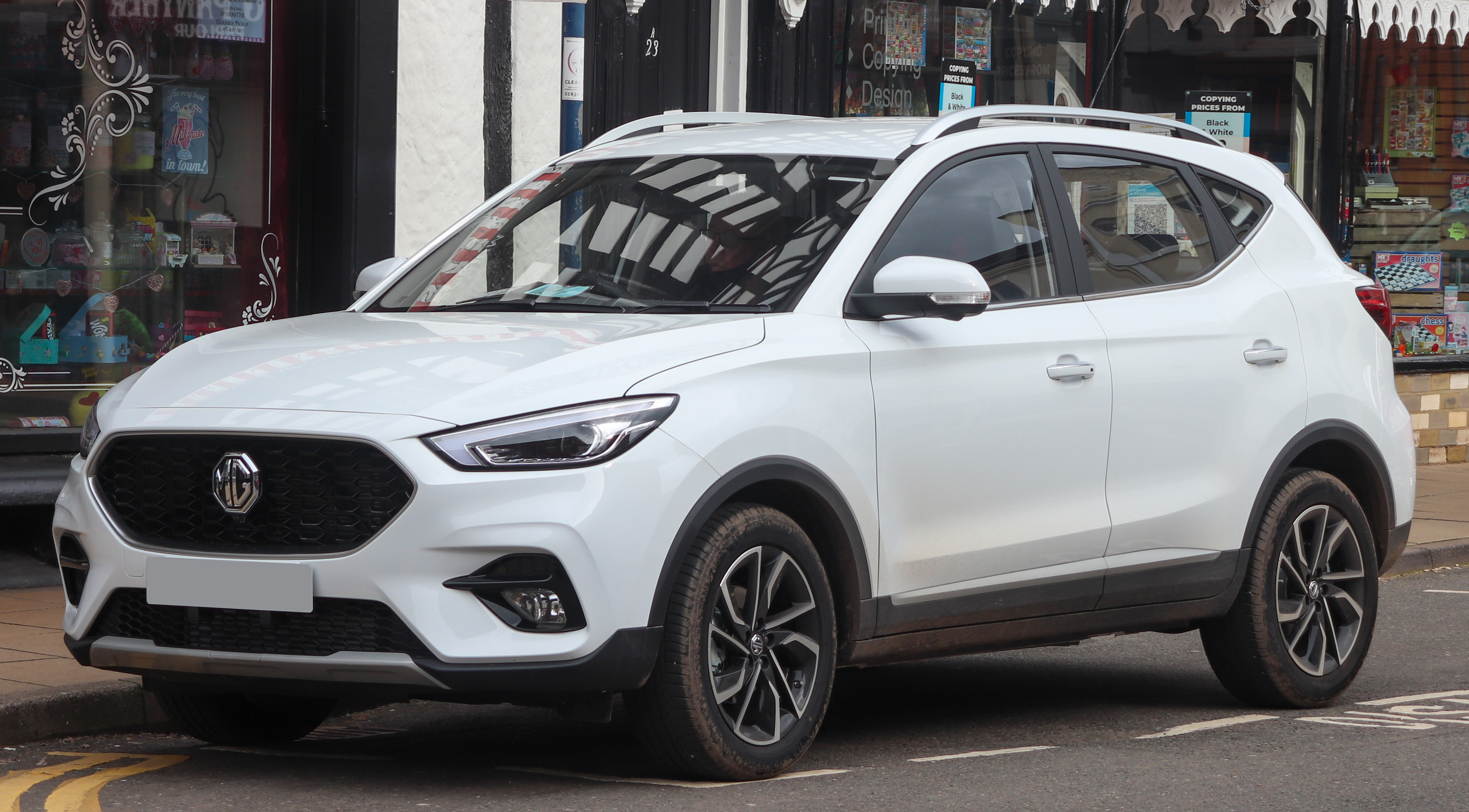
MG ZS (з 2020)

Автомобіль, зокрема, відновлює назву, яка раніше використовувалася для невеликого сімейного автомобіля MG ZS, який випускався MG Rover між 2001 і 2005 роками. Раніше MG планувала використовувати назву MG XS для автомобіля у Сполученому Королівстві, щоб уникнути плутанини з попереднім MG ZS, однак цю зміну назви було скасовано незабаром після його запуску в країні. Він також був представлений як MG Astor в Індії у вересні 2021 року.
В основі ZS лежать незалежна підвіска - стійки McPherson - спереду і напівзалежна балка, що скручується - позаду. Автомобіль укомплектований дисковими гальмівними механізмами на обох осях. Кермо має електричний підсилювач, який навіть у базовій комплектації можна налаштовувати за допомогою одного з трьох режимів.
У списку доступного для кросовера обладнання значаться шість подушок безпеки, система стабілізації та датчики руху в сліпих зонах, задні паркувальні датчики та камера кругового огляду, панорамний дах, оздоблення салону екошкірою, віртуальна приладова панель, клімат-контроль, підігрів та електричні регулювання інтеграція Apple CarPlay та Android Auto, а також п'ять USB-портів.

### MG ZS EV
MG ZS EV вперше був представлений у 2018 році.

Повністю електричний варіант MG ZS доповнив пропозицію британсько-китайського виробника через півтора року після дебюту варіанту з двигуном внутрішнього згоряння як першого масового електромобіля в історії компанії.

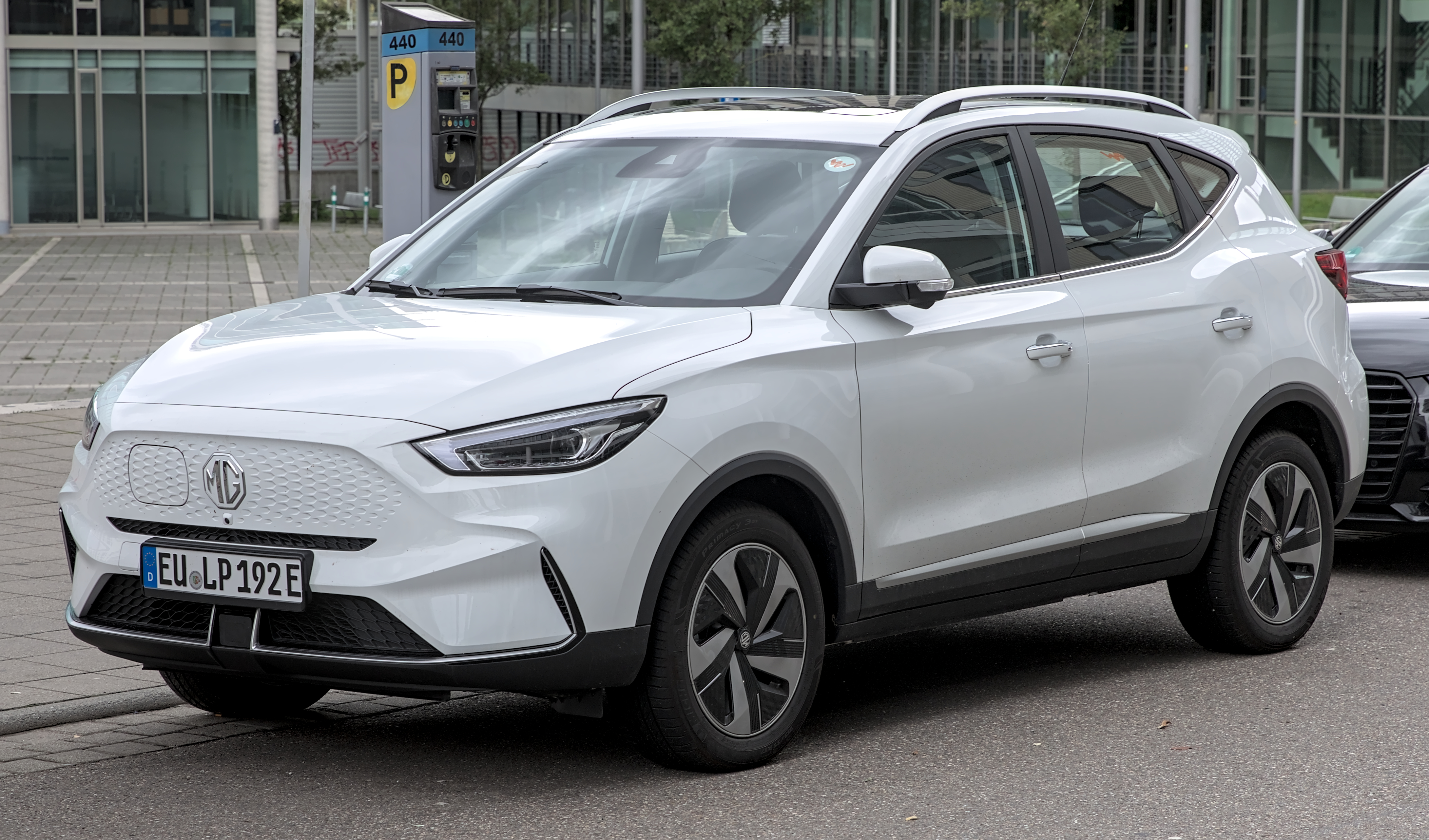
MG ZS EV (з 2021)

Візуально MG ZS EV нічим не відрізнявся від оригінального кросовера, за винятком деталей, продиктованих специфікою системи електроприводу. Під значком, на імітації решітки радіатора, знаходиться порт зарядки, доступ до якого відкривається, відкривши кришку вгору. Крім того, в салоні замість важеля перемикання передач обрана ручка меншого розміру з алюмінієвим покриттям.
Електромотор продуктивністю 150 к.с. і 350 Нм, що приводить у рух передню вісь. Під підлогою ховається літій-іонний акумулятор ємністю 445 кВт*год.
На повністю зарядженій батареї MG EZS може проїхати 263 км (WLTP). При цьому зарядити батарею до 80% від станції швидкої зарядки можна за 45 хвилин.
Щоб подолати швидкісний рубіж у 100 км/год, автомобілю знадобиться 8.2 с, а на «міські» 0–50 км/год йде, за заявою виробника, 3.1 с.

### Двигуни
Бензинові:
- 1.0 L GM/SAIC SGE T-GDI I3
- 1.3 L GM/SAIC SGE T-GDI I3
- 1.5 L NSE Plus I4
- 1.5 L GM/SAIC SGE NSE Plus 15S4C I4

hybrid:
- 1.5 L 15S4C I4

## Друге покоління (2024)

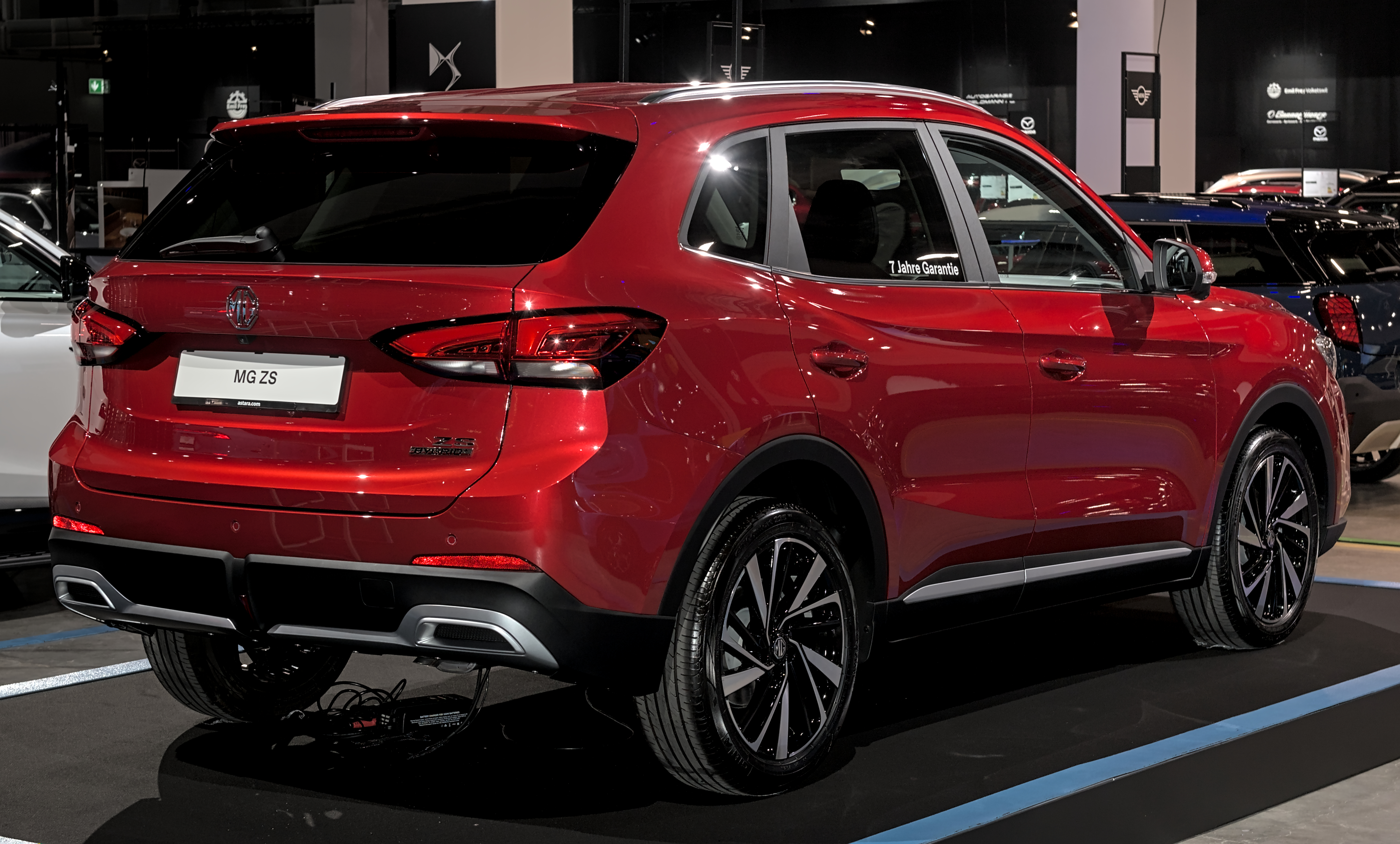

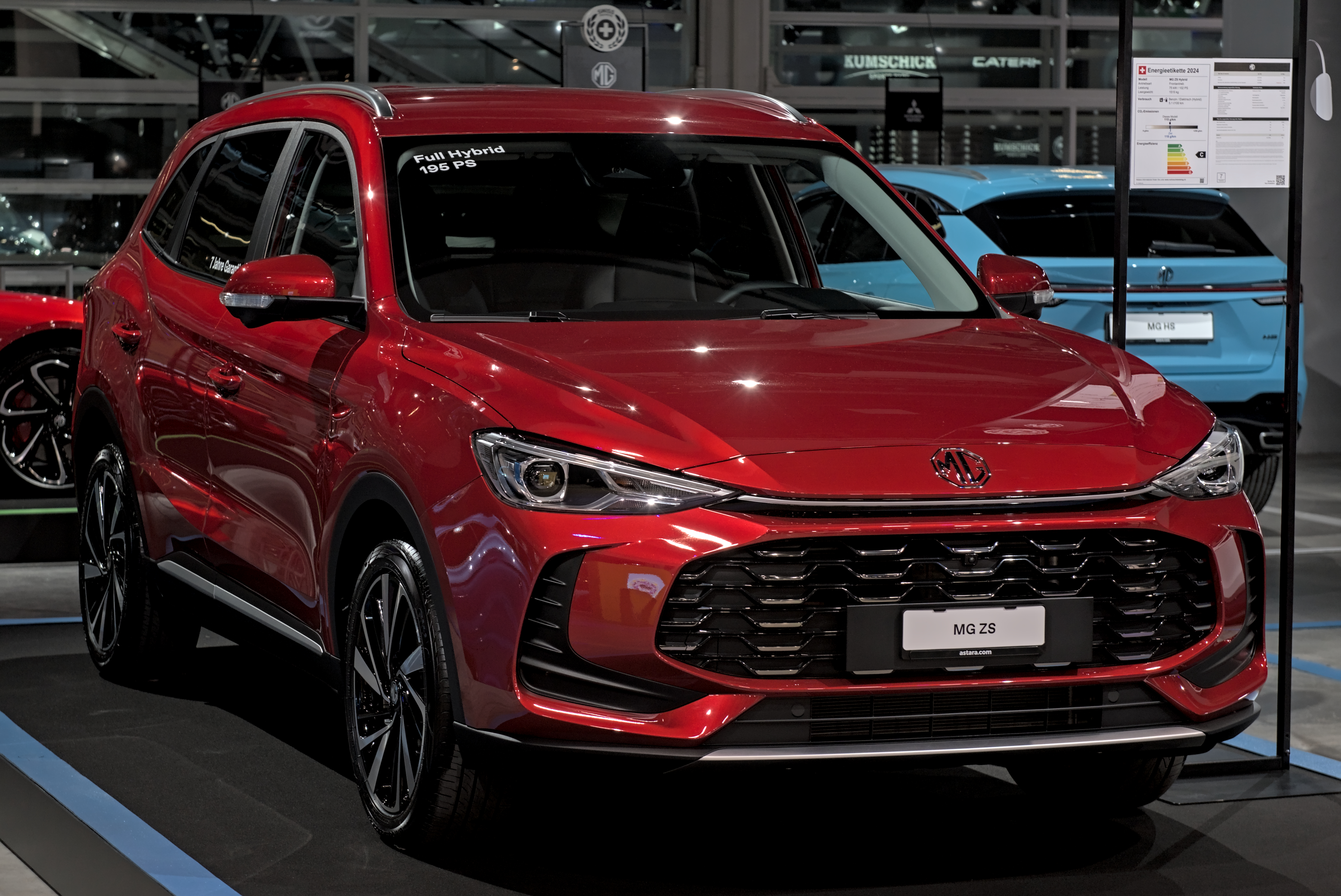
MG ZS (з 2024)

Друге покоління ZS було представлено 28 серпня 2024 року.
Для багатьох ринків, наприклад у Європі, ZS другого покоління доступний лише з гібридною силовою установкою, яка продається як ZS Hybrid+, що працює від електродвигуна потужністю 100 кВт (136 к.с.) і батареї ємністю 1,8 кВт-год у поєднанні з 1,5-літровим чотирициліндровим двигуном. циліндровий бензиновий двигун потужністю 106 к.с. (78 кВт) із загальною потужністю системи 196 к.с. (144 кВт).
Варіант EV більше не пропонуватиметься, його замінить аналогічний за розміром MG ES5, який побудований на спеціальній платформі для електромобілів з акумулятором, Modular Scalable Platform, спільно з MG4 EV.

### Двигуни
- 1.5 L GM/SAIC L3A I4

## Продажі
| рік  | Китай   | Таїланд | Європа | Австралія | Мексика |
| ---- | ------- | ------- | ------ | --------- | ------- |
| 2017 | 70,164  | 768     | 374    |           |         |
| 2018 | 112,159 | 14,669  | 5,376  |           |         |
| 2019 | 121,972 | 14,410  | 9,872  | 3,729     |         |
| 2020 | 116,874 | 11,780  | 19,676 | 5,494     |         |
| 2021 | 152,432 | 11,987  |        | 18,423    | 6,758   |